# Wolfgang Schadewaldt
Wolfgang Schadewaldt (Berlino, 15 marzo 1900 – Tubinga, 10 novembre 1974) è stato un filologo classico, traduttore e critico letterario tedesco.
In qualità di professore presso l'Università di Tubinga detenne la Cattedra di filologia classica (Gräzistik).

## Biografia
Figlio di un medico di Berlino studiò filologia classica e archeologia con Ulrich von Wilamowitz-Moellendorff e Werner Jaeger. Dopo la laurea (1924) e un dottorato (1927) divenne docente presso la Friedrich-Wilhelms-University. Nel 1928 divenne professore all'Università di Königsberg ma già l'anno dopo si trasferì all'Università di Friburgo, dove nel 1933 sotto l'influenza di Martin Heidegger, con il quale era amico e temporaneamente fu suo rettore, si occupò dell'organizzazione dell'istruzione superiore nella scuola durante il regime nazista. Tuttavia nella primavera del 1934 rassegnò le sue dimissioni da preside e si trasferì all'Università di Lipsia  per sostituire Erich Bethe. Nel 1941 tornò a Berlino. Dal 1942 Schadewaldt fu membro del Club del mercoledì in collegamento con gli uomini della resistenza. Dal 1950 insegnò presso l'Università di Tubinga fino al 1972, anche se andò in pensione nel 1968. Schadewaldt fu l'iniziatore e direttore del dizionario Goethe-Wörterbuch.
Wolfgang Schadewaldt è stato uno dei più importanti filologi tedeschi di letteratura greca nel XX secolo. Egil A. Wyller lo definì "maestro di color che sanno". Nelle sue opere Schadewaldt affrontò tutti i generi della poesia greca antica, l'epopea, la lirica, il dramma studiato anche con la filosofia e la storia. Schadewaldt segnò un punto di eccellenza nella ricerca su Omero. Salvo qualche altro scritto, tutte le sue analisi su questi argomenti sono attualmente raccolte nei sei volumi dedicati a produrre le sue conferenze tenute a Tubinga  tra il 1950 e il 1972.
Importante è stata la schiera dei suoi allievi, la cosiddetta scuola di Tubinga. Il suo successore fu Konrad Gaiser. Fra i suoi migliori allievi Wolfgang Kullmann e Hellmut Flashar che studiarono a Berlino con lui.

## Traduzioni
Schadewaldt è noto al grande pubblico come traduttore di Omero (Iliade e Odissea) e le sue traduzioni, confrontate a quelle di Johann Heinrich Voss, sono considerate le migliori traduzioni in tedesco dei due poemi epici. A differenza di Voss, Schadewaldt rinunciò alla traduzione in esametri, motivandola come segue:
(Wolfgang Schadewaldt)
Schadewaldt tradusse l'Odissea (1957) in prosa e nel 1975 venne pubblicata postuma la sua traduzione dell'Iliade. Sopprimendo la forma rigorosa dell'esametro Schadewaldt riuscì a tradurre Omero mantenendo l'ordine delle parole e lo spirito del vate greco. Oltre ai poemi omerici, Schadewaldt tradusse opere di Eschilo e di Sofocle, nonché i Carmina Burana.

## Opere (selezione)
- Sofocle Edipo Re, modificato con postfazione, e tre saggi: L'Edipo Re di Sofocle in chiave moderna - la storia effettiva e riferimenti, Re Lear di Shakespeare e Sofocle' Edipo Re, La brocca rotta di Heinrich von Kleist e Edipo Re di Sofocle; Paperback isola 15, ISBN 3-458-31715-5.

### Monografie
- Monologo e soliloquio (1943)
- Iliasstudien (1938, 2ª edizione 1943, terza edizione 1966)
- Il ritorno di Ulisse (1946)
- Leggenda del menestrello errante Omero (1942, 1959)
- Sofocle e la sofferenza (1948)
- Saffo. Essere in amore (1950)
- leggende star greco (1956)
- Hellas e Hesperia. Scritti raccolti in letteratura antica e moderna (1960)
- Goethe studi. Natura e antichità (1963)
- Tubingen Conferenze
  - Volume 1: Gli inizi della filosofia presso i Greci, a cura di Ingeborg Schudoma, Frankfurt am Main, Suhrkamp, 1978
  - Volume 2: Gli inizi della scrittura storica presso i Greci, a cura di Ingeborg Schudoma, Frankfurt am Main, Suhrkamp, 1982
  - Volume 3: La poesia greca in anticipo, a cura di Ingeborg Schudoma, Frankfurt am Main, Suhrkamp, 1989
  - Volume 4: La tragedia greca, a cura di Ingeborg Schudoma, Frankfurt am Main, Suhrkamp, 1991

### Traduzioni (selezione)
- Carmina Burana, 1953
- Omero: Odissea, Hamburg, Rowohlt, 1958
- Omero: Iliade, Frankfurt am Main, Suhrkamp, 1975
- Sofocle: Aiace, Frankfurt am Main, Isola, 1993
- Sofocle: Antigone, Frankfurt am Main, Isola, 1974
- Sofocle: Electra, Frankfurt am Main, Isola, 1994
- Sofocle: Trachinie, Frankfurt am Main, Isola, 2000
- Sofocle: Edipo a Colono, Frankfurt am Main, Isola, 1996
- Sofocle: Filottete, Frankfurt am Main, Isola, 1999
- Star leggende. La mitologia delle costellazioni, Frankfurt am Main, Isola, 2002

## Premi e riconoscimenti
- Membro effettivo dell'Accademia delle Scienze di Lipsia: 1934
- Membro della Accademia Tedesca Leopoldina delle Scienze: 1934
- Membro effettivo dell'Accademia delle Scienze di Berlino: 1943
- Membro della Accademia delle scienze di Heidelberg: 1958
- Pour le Mérite per le Scienze e le Arti: 1962
- Premio Reuchlin: 1963
- Gran Croce al Merito della Repubblica Federale di Germania con Stella: 1964
- Premio di Traduzione dell'Accademia tedesca per la Lingua e Letteratura: 1965